# Misura per misura
Misura per misura (Measure for Measure) è una commedia di William Shakespeare, scritta nel 1603.
A volte quest'opera, che ha in sé elementi sia di commedia sia di tragedia, viene catalogata come parte dei problem plays ("drammi problematici").
L'opera affronta molti temi, anche contrapposti, come la lussuria e la devozione, altruismo ed egoismo, pietà e rabbia, politica ed etica e, infine, giustizia e compassione.

## Trama
Vincenzo, Duca di Vienna, afferma di voler lasciare la città per svolgere una missione diplomatica e incarica Angelo, reputato da tutti un uomo austero e casto, di governare in sua vece.
Claudio, un giovane gentiluomo, è fidanzato con Giulietta, che però rimane incinta prima del matrimonio. Il giovane deve comparire davanti ad Angelo e, pur provandosi disposto a sposare Giulietta, viene condannato a morte. Lucio, amico di Claudio, fa perciò visita alla sorella di quest'ultimo, Isabella, novizia in un convento, e le chiede di intercedere presso Angelo: Isabella ottiene di essere ricevuta da Angelo, e gli chiede la grazia per il fratello. Angelo accetta, ma a una condizione: egli libererà Claudio se Isabella accetterà di avere un rapporto sessuale con lui, dandogli la sua verginità. Isabella rifiuta, e decide di andare a visitare Claudio in prigione, consigliandogli di prepararsi alla morte.
Il Duca però non ha affatto lasciato la città. Travestito da frate, col nome di Fra' Ludovico, è in grado di vedere come vanno le cose, e soprattutto di rendersi conto del modo di governare di Angelo. Il Duca (che Isabella crede un vero frate) diventa confidente di Isabella e le propone due sotterfugi per mandare in fumo i progetti di Angelo: quest'ultimo avrebbe dovuto sposare Mariana, ma si è rifiutato di farlo una volta saputo che la dote della ragazza era stata persa in un naufragio. Isabella perciò dovrà dire ad Angelo che acconsente, ma alla condizione che l'incontro si svolga nel buio più totale. Isabella esegue quanto suggerito; ma al suo posto manda invece Mariana, che ha un rapporto sessuale con Angelo, convinto di averlo avuto con Isabella.
Angelo ritira la parola data, e manda un messaggio alla prigione dicendo che vuole che Claudio venga decapitato. Il Duca dapprima cerca di far giustiziare un altro prigioniero, ma senza risultato; infine Angelo viene accontentato: ma la testa che viene portata ad Angelo non è quella di Claudio, bensì quella di un pirata, morto quel giorno stesso di febbre maligna. L'opera si conclude con il "ritorno" del Duca a Vienna, dove si fa riconoscere nel corso del processo sollevato per le accuse che Isabella e Mariana hanno sporto contro Angelo, e condanna Angelo a morte. Mariana però chiede al Duca di avere pietà: egli decide così di graziare Angelo, a patto però che sposi Mariana.
Il Duca quindi propone a Isabella di sposarlo, ma lei non risponde. Al silenzio di Isabella vengono date diverse interpretazioni; la più comune è che si tratti di un assenso.
Un intreccio secondario riguarda Lucio, amico di Claudio, che è solito diffamare il Duca nelle sue conversazioni col frate, e nell'ultimo atto diffama invece il frate parlando col Duca. Ne consegue che Vincenzo ne rimane costernato, e mette Lucio nei guai quando si scopre che il Duca e il frate sono la stessa persona. La sua punizione, come per Angelo, è l'obbligo di contrarre matrimonio, nel suo caso con la prostituta Kate Keepdown.

## Origini
La fonte principale dell'opera è costituita dall'opera Promos e Cassandra di George Whetstone.
Whetstone a sua volta si è ispirato all'opera Hecatommithi di Giambattista Cinzio, a cui anche Shakespeare si è ispirato non solo per Misura per misura ma anche per l'Otello.
Il titolo dell'opera, che appare in una battuta di dialogo tra due personaggi, potrebbe essere ispirato dal Vangelo secondo Matteo: "perché col giudizio con cui giudicate sarete giudicati, e con la misura con la quale misurate sarete misurati".

## Personaggi
- Isabella

Isabella è una giovane novizia che deve affrontare una decisione difficile quando suo fratello viene condannato a morte per fornicazione. Isabella non approva le azioni del fratello, tuttavia chiede che gli venga salvata la vita.
- Vincenzo

Vincenzo, il duca, si traveste da frate e si fa chiamare Ludovico per osservare quanto avviene in sua assenza. Il nome "Vincentio" ("Vincenzo") appare solo nella lista dei personaggi dell'"in folio" del 1623.
- Claudio

Claudio è fratello di Isabella. Viene condannato a morte per aver messo incinta una ragazza prima di sposarla.
- Angelo

È il vicario del duca. Sostituisce il Duca nel momento della sua assenza ed è quindi lui che dovrà scegliere le sorti di Claudio e proporrà a Isabella di avere un rapporto sessuale con lui in cambio della vita del fratello, ma non mantiene la parola data.
- Escalo

Escalo è un uomo anziano, fedele al Duca.
- Lucio

Lucio viene descritto da Shakespeare come un "fantastico", in quanto si devono a lui gli elementi della commedia. È un amico di Claudio, che cerca di aiutare.
- Mariana

È la fidanzata di Angelo. I due avrebbero dovuto sposarsi, ma quando Angelo viene a sapere che la dote di Mariana è andata perduta durante un naufragio nel quale è morto anche il fratello di Mariana, rinuncia alle nozze.
- Madonna Strafatta

È la proprietaria di un bordello di Vienna.
- Gomito

Gomito è il capoguardia di città incaricato di arrestare coloro che commettono reati sessuali.
Nel parlare usa spesso delle paronimie, che costituiscono un elemento comico dell'opera.
- Pompeo

È un "clown" che lavora per Madonna Strafatta.
- Giulietta

È l'innamorata di Claudio, incinta di suo figlio.

## Prima rappresentazione italiana
La prima rappresentazione in Italia risale al 22 dicembre 1957, quando il testo (tradotto da Salvatore Quasimodo) fu rappresentato dal Teatro Stabile di Genova con regia di Luigi Squarzina e Renzo Ricci, Enrico Maria Salerno, Franco Parenti e Valeria Valeri nei ruoli principali.

## Adattamenti
Ne venne tratta l'opera lirica Il divieto d'amare di Richard Wagner.